# Mossega govensis
Mossega govensis är en insektsart som beskrevs av Tim R. New 1985. Mossega govensis ingår i släktet Mossega och familjen myrlejonsländor. Inga underarter finns listade i Catalogue of Life.